# Sztuka iluzji
Sztuka iluzji – gałąź sztuki estradowej, w której środki wyrazu artystycznego tworzone są w oparciu o umiejętności wywoływania zjawisk pozornie sprzecznych z prawami fizyki, przy zastosowaniu różnorakich sposobów odwracania uwagi widzów od właściwych działań artysty, szczególnie poprzez zakłócenie logicznego wnioskowania z sugerowanych przez artystę czynności.
Reprezentantami sztuki iluzji są: iluzjoniści, mentaliści oraz prestidigitatorzy (manipulatorzy), jednak każdego z nich ogólnie nazywa się iluzjonistą. W języku potocznym reprezentantów sztuki iluzji nazywa się, błędnie, magikami.

## Historia

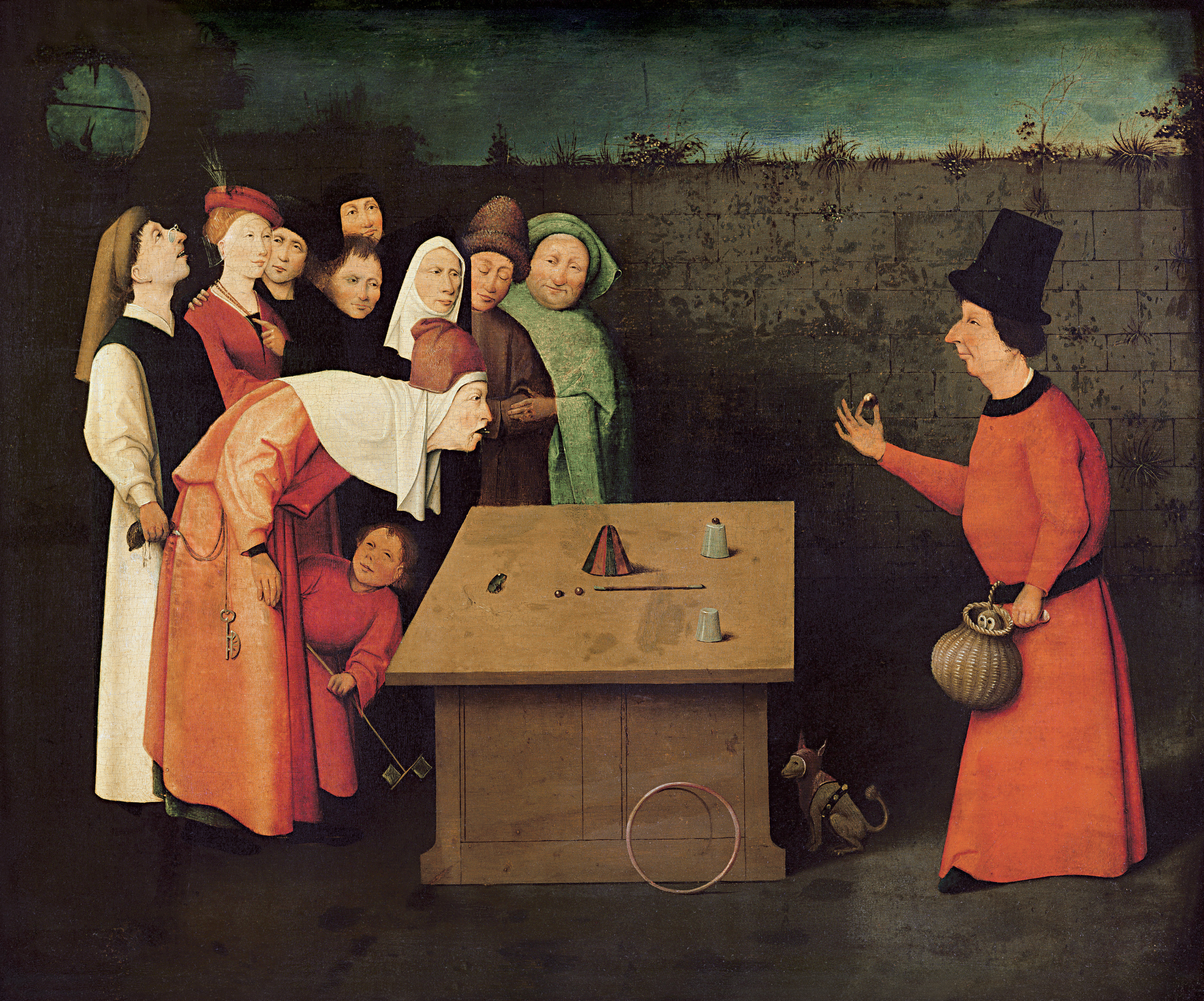
Hieronymus Bosch, „Iluzjonista” (1475–1480)

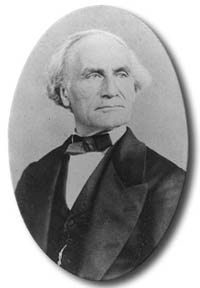
Jean Eugène Robert-Houdin, pierwszy nowoczesny iluzjonista

Historia sztuki iluzji sięga czasów przed naszą erą, już w starożytnym Egipcie znana była m.in. sztuczka z trzema piłkami i kubeczkami. W średniowieczu iluzjoniści bywali posądzani o kontakty z siłami nadprzyrodzonymi. Czasem triki wykorzystywane były do oszustw, przede wszystkim w grach karcianych.
Współcześnie rozumiana iluzja rozwinęła się w XIX wieku n.e. Przełomem okazała się działalność Jeana Roberta-Houdina, który wprowadził do sztuki urządzenia mechaniczne, rozwinął triki związane ze sprawną manipulacją dłońmi i przedmiotami.
Również w XIX wieku działał Harry Houdini (jego artystyczny pseudonim nawiązuje do nazwiska Jeana Roberta-Houdina), zasłynął przede wszystkim spektakularnymi ucieczkami z niebezpiecznych sytuacji (np. zatopionej skrzyni).
W XX wieku iluzja stała się popularna i przeniknęła jako rozrywka do kultury masowej. W latach 80. i 90. XX wieku w telewizji popularne stały się wysokobudżetowe przedstawienia dla dużej publiczności – symbolem tego okresu stał się David Copperfield.
Współcześnie iluzja jest popularna na komercyjnych przyjęciach, festynach i innych masowych imprezach.

## Tajemnica
Sztuka iluzji swój sukces opiera na zaskoczeniu i zadziwieniu widza. Dlatego ważne jest zachowania sekretu wykonania triku, który nie może być znany publiczności. Zawodowi iluzjoniści nie ujawniają sekretów swoich trików.
W 1998 roku amerykańska telewizja FOX wyemitowała cykl programów ujawniających sekrety niektórych trików (program Magia bez tajemnic emitowany w Polsce w 2006 roku w telewizji Polsat), co wzbudziło liczne kontrowersje w świecie iluzjonistów. W programie Zamaskowany Magik (którego tożsamość została na koniec ujawniona – był nim Val Valentino) wyjawił sekrety wielu znanych – lecz tylko klasycznych trików. Powodem jego decyzji była podobno chęć wymuszenia na iluzjonistach większej kreatywności w tworzeniu nowych trików, ponieważ znaczna część współczesnej iluzji to patenty stworzone jeszcze w XIX i XX wieku.
W środowisku iluzjonistów są jednak nie tylko przeciwnicy ujawniania sekretów pracy, lecz także obrońcy.
Argumenty przeciwników:
- atrakcyjność pokazu iluzjonisty spada, ponieważ widzowie tracą poczucie zaskoczenia i nie doznają złudzenia
- ujawnienie sekretów powoduje zmniejszenie możliwości rozwoju zawodowego iluzjonistów – amatorów, ponieważ wymyślanie nowych trików i sztuczek jest trudne
- ujawniając sekrety łamane są prawa autorskie – triki są własnością iluzjonistów którzy je stworzyli, upublicznienie sekretu to kradzież własności intelektualnej
- jeśli masowa publiczność pozna sekrety, wówczas podczas pokazów iluzjonistycznych widzowie mogą psuć występ (np. głośno wyjaśniać trik itp.).

Argumenty obrońców:
- ujawnienie sztuczek zwiększa kreatywność iluzjonistów w wymyślaniu nowych trików; często stare sztuczki – których sekret publiczność podejrzewa, że zna – realizowane są w odmienny sposób
- w sztuce iluzji liczy się nie tylko wyjaśnienie sztuczki, gdyż nawet znając sekret widzowie nie są w stanie powtórzyć większości trików samodzielnie
- nawet ujawnione triki nadal są popularne
- zwiększenie dostępu do sztuki iluzji powoduje wzrost zainteresowania nią większą grupę ludzi i co za tym idzie – zwiększa się ilość nowych iluzjonistów
- sposób wykonania triku iluzjonistycznego nie jest utworem w rozumieniu prawa autorskiego: utworami są natomiast nagrania pokazów iluzjonistycznych (Ochroną objęty może być wyłącznie sposób wyrażenia; nie są objęte ochroną odkrycia, idee, procedury, metody i zasady działania oraz koncepcje matematyczne[1]).

## Gatunki sztuki iluzji
Najczęściej wyróżniane gatunki iluzji to:
- iluzja sceniczna – efekty prezentowane są na scenie, w sporej odległości od widzów; iluzje sceniczne wykonywał np. David Copperfield
- mikroiluzja (inaczej close-up[5]) – efekty prezentowane w bezpośrednim kontakcie z widzami na przedmiotach codziennego użytku, zdarza się, że iluzjonista siedzi przy stoliku
- iluzja kameralna (ang. parlor magic lub platform magic) – drobne efekty trikowe prezentowane na bazie specjalnych rekwizytów lub specjalnie przygotowanych akcesoriów przed widownią większą niż close-up, ale mniejszą niż iluzja sceniczna; przedstawicielami tego gatunku mogą być m.in. Penn & Teller
- iluzja uliczna – iluzjonista prezentuje swoje efekty na ulicy, wśród przechodniów; wyróżniana tylko ze względu na miejsce pokazów; obecnie najbardziej znanymi iluzjonistami ulicznym są Criss Angel, David Blaine, Dynamo i Cyril Takayama; w Polsce sztukę tę prezentuje grupa Metamorphosis w programie telewizyjnym 52 – nowe oblicze iluzji w telewizji MTV Polska
- mentalizm (iluzja mentalna) – można prezentować w każdych warunkach (na scenie, przy stoliku, na ulicy), polegająca na odgadywaniu przez iluzjonistę myśli widzów oraz innego rodzaju czynników, których pozornie iluzjonista nie jest w stanie znać; mentalizm stwarza pozory telepatii, dzięki wykorzystaniu zimnego odczytu i obserwacji mowy ciała[6]. Do najwybitniejszych mentalistów zaliczani są Derren Brown, Criss Angel, Banachek, Uri Geller i Keith Barry
- iluzja karciana – efekty są wykonywane przy użyciu talii kart
- manipulacja – gatunek iluzji uznawany za najtrudniejszy, w którym efekty są generowane przez sprawność dłoni (na przykład pojawianie i multiplikacje piłeczek, pojawianie kart); znakomici polscy manipulatorzy, to Tomasz Chełmiński, Sławomir Piestrzeniewicz, Andrzej Forini, Andrzej Słowiński – Astrallvi, oraz Grzegorz Klat.
- eskapologia – efektowne ucieczki z klatek, więzów, kajdanek itp. prezentowane np. przez Harry’ego Houdiniego, nazywanego czasem nawet „mistrzem eskapologii”[7]
- multimedia magic – najnowszy rodzaj sztuki iluzji, wykorzystujący zaawansowane techniki multimedialne; w Polsce reprezentowany przez grupę Metamorphosis
- matematyczno-logiczna – proste sztuczki bazujące na ciekowostkach czy zasadach matematyki czy logiki
- chemiczna – gdzie do tricków używa się odczynników i materiałów o określonych właściwościach

## Podział efektów iluzjonistycznych
- pojawianie się – wyciągnięcie królika z pustego kapelusza itp.
- znikanie – znikanie przedmiotów lub osoby zamkniętej w skrzynie, po jej zasłonięciu itp.
- przemiana – np. chusteczki w gołębia
- przywracanie (scalanie) – łączenie w całość podartych przedmiotów (kart itp.)
- teleportacja
- lewitacja
- penetracja (przenikanie) – przechodzenie człowieka przez solidne obiekty (ściany, lustra, innego człowieka), przenikanie różnych solidnych przedmiotów przez siebie, również przebijanie człowieka nożami, sztyletami, mieczami itp.
- przewidywanie – np. co wybierze widz
- transpozycja – zamiana przedmiotów miejscami
- ucieczka – wyplątanie się z więzów, łańcuchów, kaftanu bezpieczeństwa itp.

Dodatkowo iluzjoniści często w jednej sztuczce łączą ze sobą wiele różnych efektów.

## Technika
Iluzjoniści do wykonywania sztuczek wykorzystują przede wszystkim nieuwagę widza. Kluczem jest skupienie oczu publiczności na wszystkim poza faktycznym działaniem. Ważna jest sprawność rąk, wysoka sprawność fizyczna (zwłaszcza w przypadku asystentów), zdolności aktorskie i kabaretowe. Iluzjoniści często korzystają ze specjalnie skonstruowanych rekwizytów (spreparowane skrzynie, kajdanki, kłódki oraz inne przedmioty codziennego użytku, lustra, niewidzialne nici i liny; obecnie lasery, telewizory, kamery, dźwigi oraz podnośniki).
Uwagę widza odwracają głównie asystenci, zasłony dymne, efekty pirotechniczne, ekrany telewizyjne, projektory, efekty dźwiękowe oraz aktorstwo iluzjonisty.
Ważna jest również oprawa wykonywanych sztuczek. Często iluzje są skeczami lub etiudami. Popularne jest tworzenie sytuacji ekstremalnych, z wykorzystaniem ognia, wody, niebezpiecznych przedmiotów (pistolety, noże, piły łańcuchowe itp.).

## Najbardziej znane triki
- przepiłowanie kobiety na pół
- ucieczka z akwarium
- lewitacja oraz latanie (np. Lot Davida Copperfielda – urządzenie wykorzystywane przez Copperfielda zostało opatentowane[8])
- wyciągnięcie królika z kapelusza
- triki z gołębiami
- sztuczki z kulkami, chustami, sznurami
- znikanie dużych przedmiotów (samolotów, pociągów lub zwierząt)
- rosyjska ruletka